# Apatopygus recens
Apatopygus recens is een zee-egel uit de familie Apatopygidae.
De wetenschappelijke naam van de soort werd in 1836 gepubliceerd door Henri Milne-Edwards.